# Gideon Kipketer
Gideon Kipkemoi Kipketer (10 novembre 1992) è un maratoneta e mezzofondista keniota.

## Palmarès
| Anno | Manifestazione    | Sede           | Evento    | Risultato | Prestazione | Note |
| ---- | ----------------- | -------------- | --------- | --------- | ----------- | ---- |
| 2010 | Mondiali di cross | Bydgoszcz      | Corsa U20 | 8º        | 22'33"      |      |
| 2010 | Mondiali di cross | Bydgoszcz      | A squadre | Oro       | 10 p.       |      |
| 2011 | Africani di cross | Città del Capo | Corsa U20 | 4º        | 23'19"      |      |
| 2017 | Mondiali          | Londra         | Maratona  | 5º        | 2h10'56"    |      |

## Altre competizioni internazionali[1]
2011
- 5º al Campaccio ( San Giorgio su Legnano) - 29'21"

2012
- 7º alla Maratona di Amsterdam ( Amsterdam) - 2h08'14"
- 8º alla Mezza maratona di Delhi ( Nuova Delhi) - 1h03'33"
- 9º alla Mezza maratona di Berlino ( Berlino) - 1h00'34"

2013
- 12º alla Maratona di Tokyo ( Tokyo) - 2h10'41"
- 8º alla World 10K Bangalore ( Bangalore) - 28'56"

2014
- 6º alla Maratona di Parigi ( Parigi) - 2h10'36"
- 11º alla Maratona di Amsterdam ( Amsterdam) - 2h18'59"

2015
- Argento alla Maratona di Seul ( Seul) - 2h09'01"
- 5º alla Maratona di Amburgo ( Amburgo) - 2h09'34"

2016
- Bronzo alla Maratona di Chicago ( Chicago) - 2h12'20"
- Oro alla Maratona di Mumbai ( Mumbai) - 2h08'35"
- 8º alla World 10K Bangalore ( Bangalore) - 29'09"

2017
- Argento alla Maratona di Tokyo ( Tokyo) - 2h05'51"

2018
- 4º alla Maratona di Tokyo ( Tokyo) - 2h06'47"
- 4º alla Maratona di Amsterdam ( Amsterdam) - 2h06'15"

2019
- 13º alla Maratona di Valencia ( Valencia) - 2h09'47"

2020
- 23º alla Maratona di Londra ( Londra) - 2h14'36"

2021
- 22º alla Maratona di Rotterdam ( Rotterdam) - 2h21'59"

2023
- 14º alla Milano Marathon ( Milano) - 2h14'54"